# Coupe du monde de cyclisme sur route 2000
Navigation
Édition précédente Édition suivante
La Coupe du monde de cyclisme 2000 fut la 12e édition de la Coupe du monde de cyclisme sur route.

## Épreuves
| Date       | Course                       | Pays      | Vainqueur          | Équipe               |
| ---------- | ---------------------------- | --------- | ------------------ | -------------------- |
| 18 mars    | Milan-San Remo               | Italie    | Erik Zabel         | Team Deutsch Telekom |
| 2 avril    | Tour des Flandres            | Belgique  | Andreï Tchmil      | Lotto - Adecco       |
| 9 avril    | Paris-Roubaix                | France    | Johan Museeuw      | Mapei - Quick Step   |
| 16 avril   | Liège-Bastogne-Liège         | Belgique  | Paolo Bettini      | Mapei - Quick Step   |
| 22 avril   | Amstel Gold Race             | Pays-Bas  | Erik Zabel         | Team Deutsch Telekom |
| 6 août     | HEW Cyclassics               | Allemagne | Gabriele Missaglia | Lampre - Daikin      |
| 12 août    | Classique de Saint-Sébastien | Espagne   | Erik Dekker        | Rabobank             |
| 20 août    | Championnat de Zurich        | Suisse    | Laurent Dufaux     | Saeco                |
| 8 octobre  | Paris-Tours                  | France    | Andrea Tafi        | Mapei - Quick Step   |
| 21 octobre | Tour de Lombardie            | Italie    | Raimondas Rumšas   | Fassa Bortolo        |

## Classements finals

### Individuel
| Position | Coureur              | Équipe               | Points |
| -------- | -------------------- | -------------------- | ------ |
| 1        | Erik Zabel           | Team Deutsch Telekom | 347    |
| 2        | Andreï Tchmil        | Lotto - Adecco       | 285    |
| 3        | Francesco Casagrande | Vini Caldirola       | 230    |
| 4        | Paolo Bettini        | Mapei - Quick Step   | 217    |
| 5        | Romāns Vainšteins    | Vini Caldirola       | 204    |
| 6        | Óscar Freire         | Mapei - Quick Step   | 164    |
| 7        | Davide Rebellin      | Mapei - Quick Step   | 164    |
| 8        | Fabio Baldato        | Fassa Bortolo        | 145    |
| 9        | Zbigniew Spruch      | Lampre - Daikin      | 144    |
| 10       | Peter Van Petegem    | Farm Frites          | 135    |

### Par équipes
| Position | Équipe                  | Points |
| -------- | ----------------------- | ------ |
| 1        | Mapei-Quick Step        | 96     |
| 2        | Rabobank                | 71     |
| 3        | Fassa Bortolo           | 60     |
| 4        | Lampre-Daikin           | 58     |
| 5        | Vini Caldirola-Sidermec | 44     |